# 百合竹
百合竹（学名：Dracaena reflexa）为天門冬科虎斑木屬下的一个种，又可稱為金黃竹蕉、短葉竹蕉、曲葉龍血樹。

## 圖示

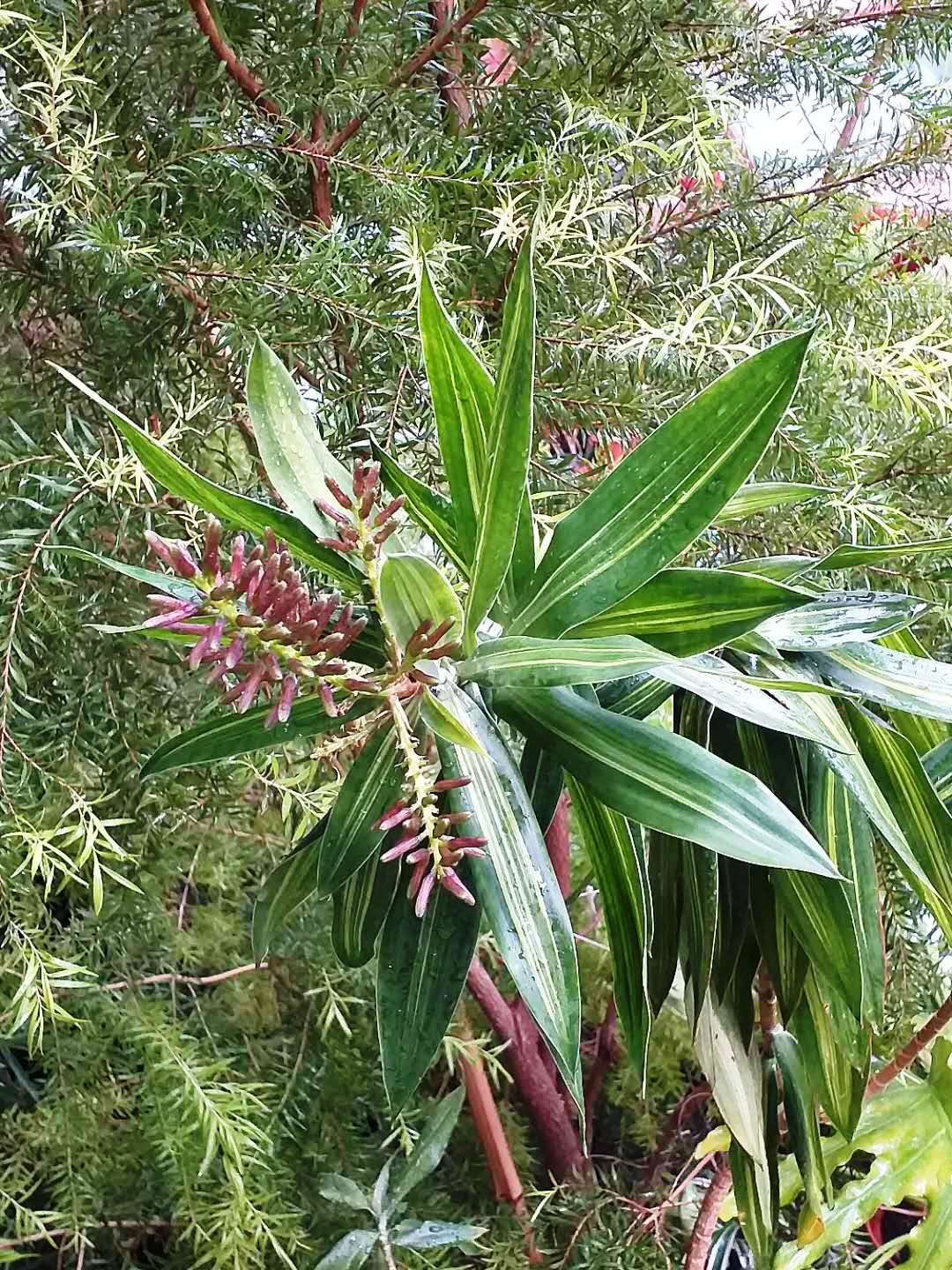
金黃百合竹，園藝栽培種
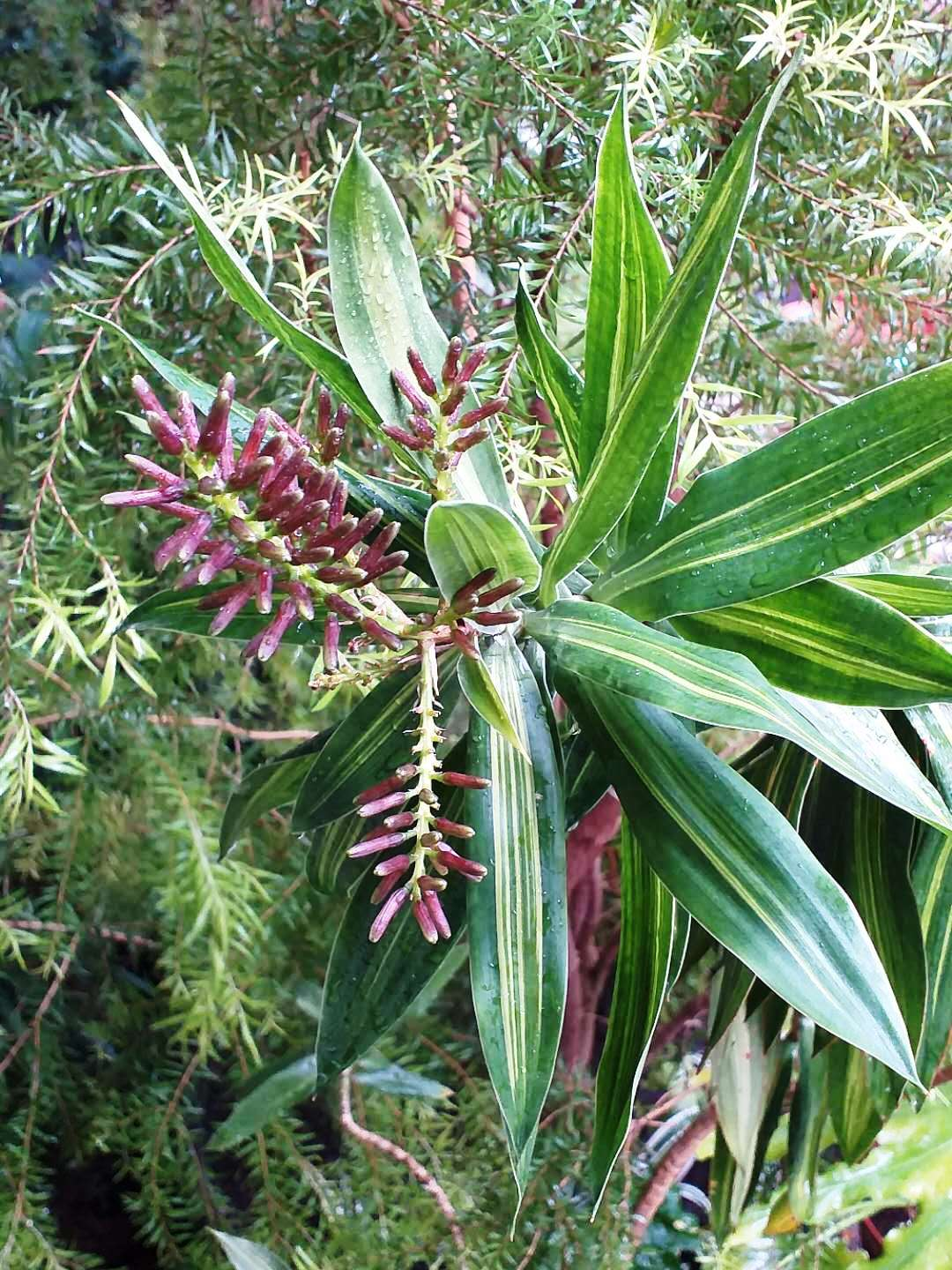
金黃百合竹，園藝栽培種
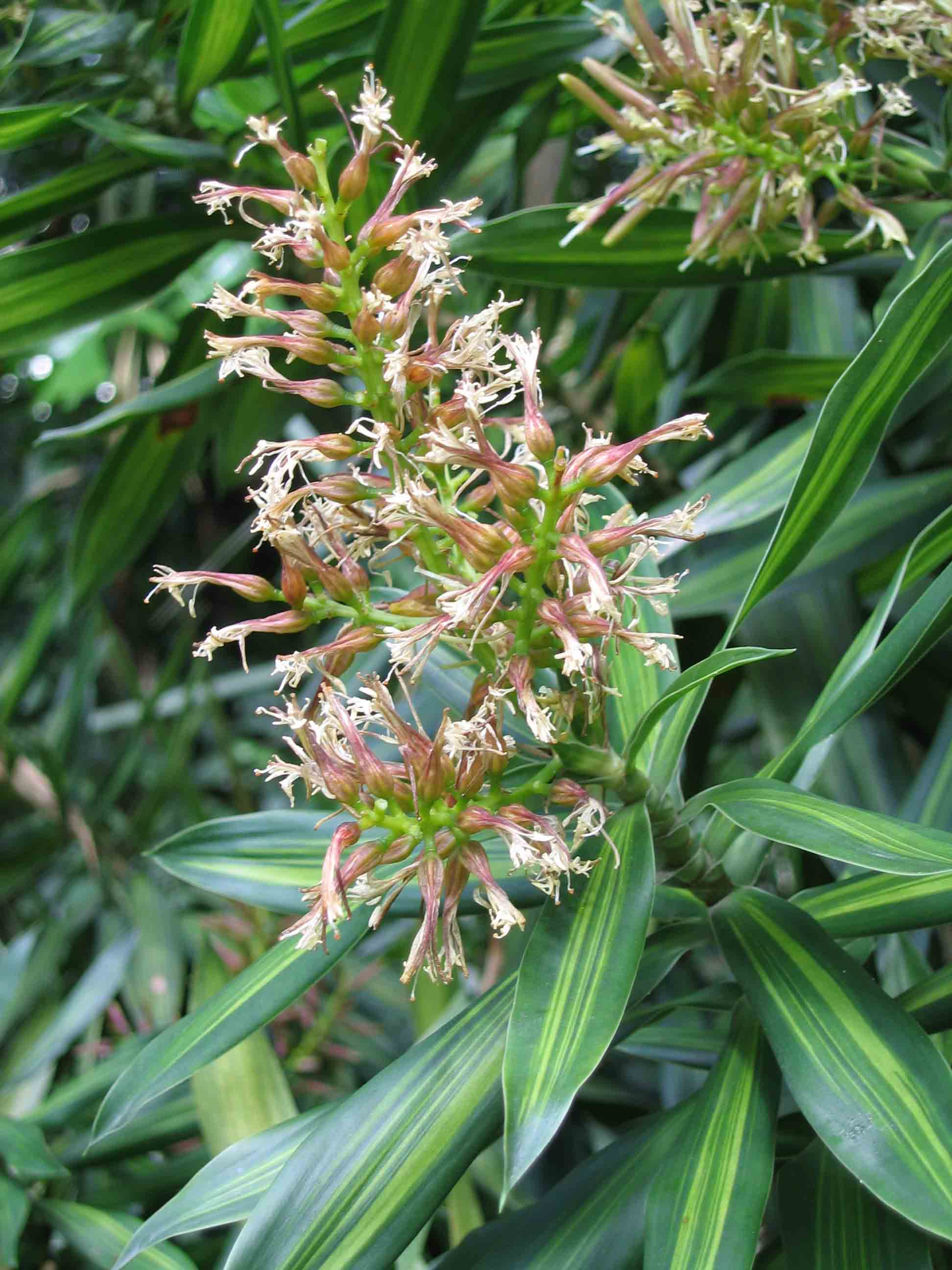
金黃百合竹，園藝栽培種
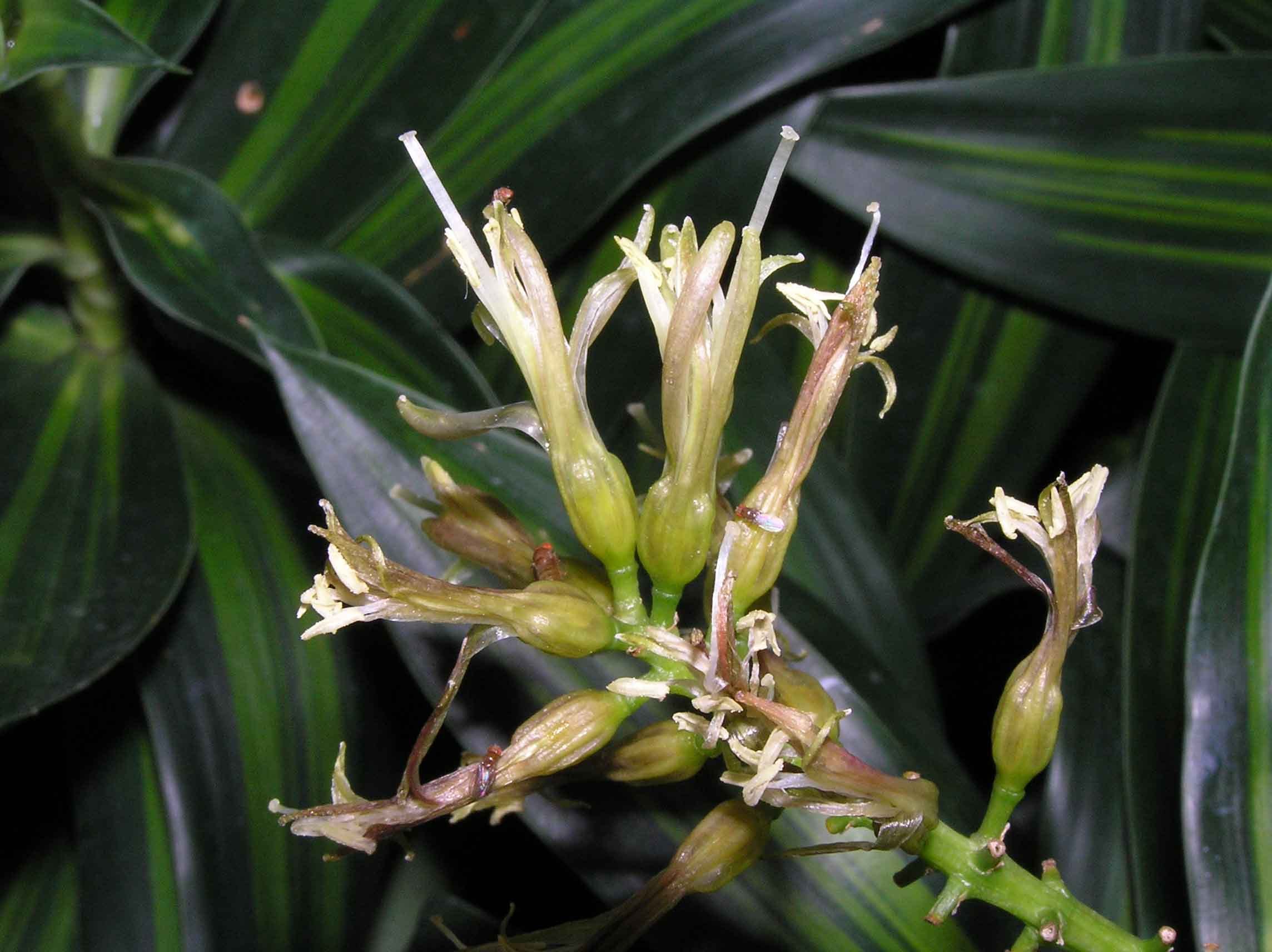
金黃百合竹，園藝栽培種

## 扩展阅读
- 維基物種上的相關：百合竹
- 维基共享资源上的相關多媒體資源：百合竹